# Galhada

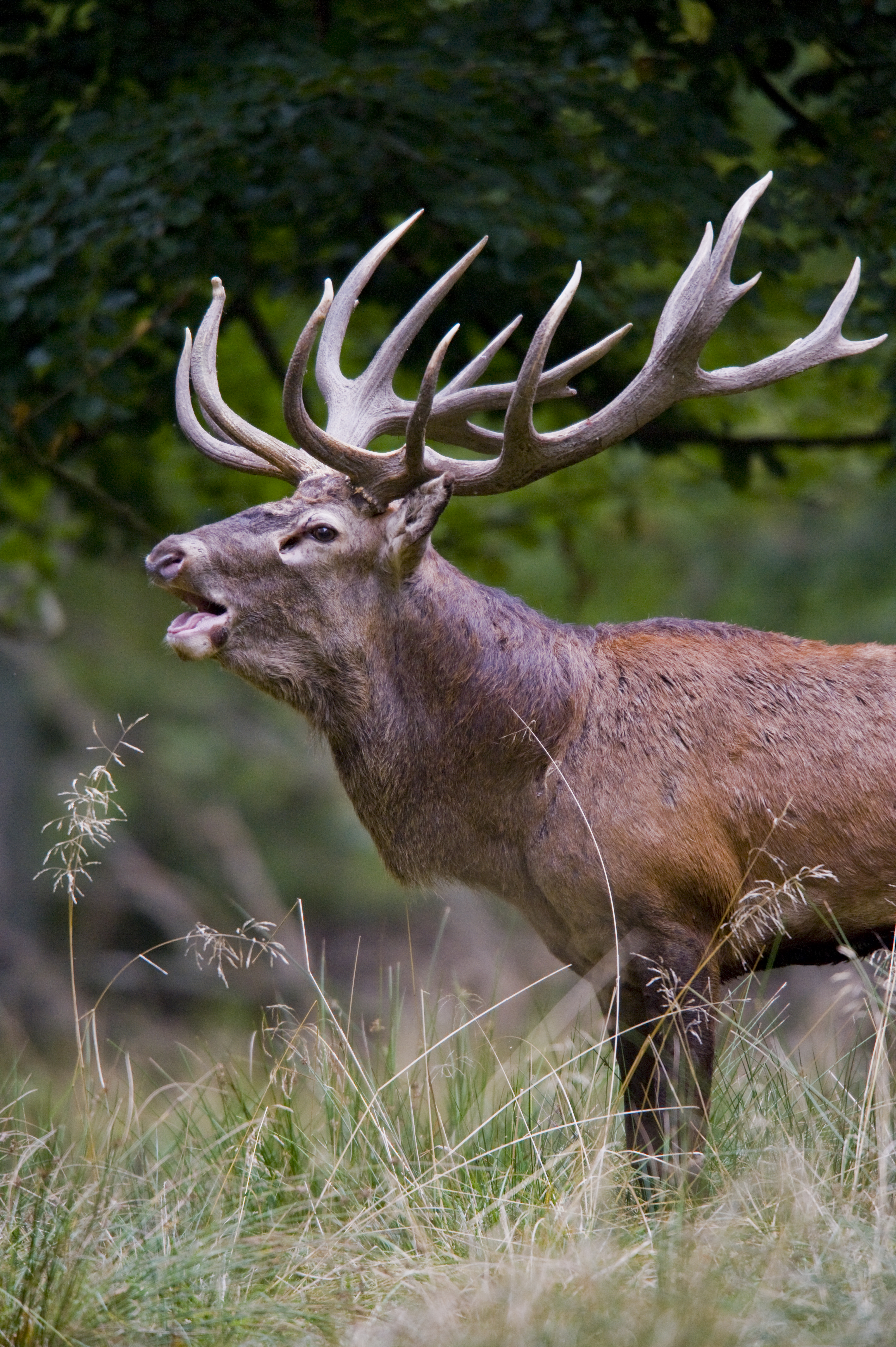
Um veado-vermelho macho.

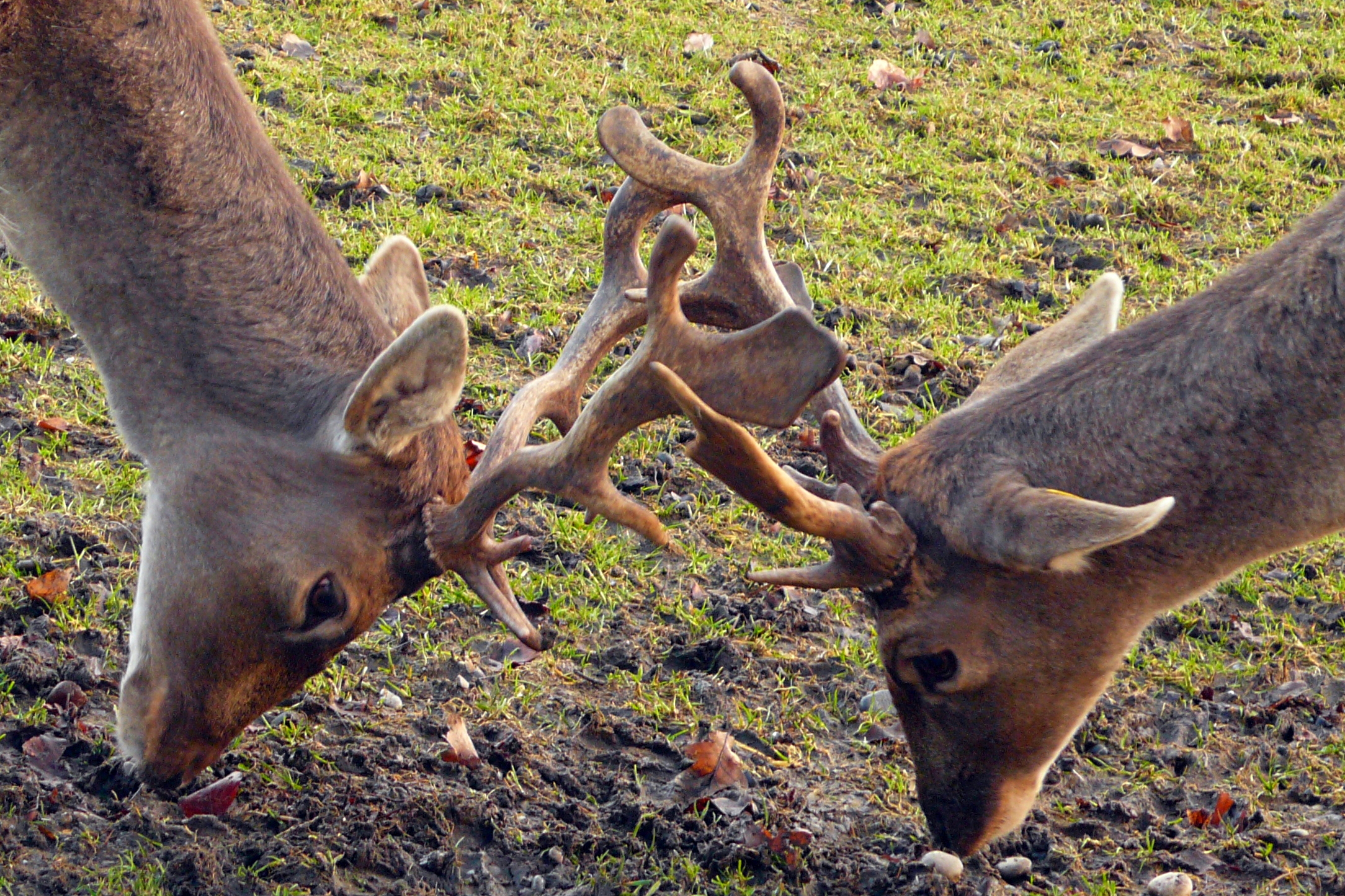
Dois damos brigando.

Esgalhos, galhadas ou hastes são extensões do crânio de um animal encontrado em 36 dos 40 membros da família dos cervos. Galhadas são ossos verdadeiros e são uma única estrutura. Geralmente, elas são encontradas apenas em machos, com exceção da rena. Galhadas caem e crescem novamente todo ano e funcionam primariamente como objetos de atração sexual e como armas em lutas entre machos para o controle de haréns.
Em contraste, chifres (ou cornos), encontrados em antilocapras e bovídeos como ovelhas, bodes, bisões e gado, são estruturas com duas partes. Uma parte interior feita de osso (também uma extensão do crânio) é coberta por um revestimento exterior desenvolvida por folículos capilares especializados, o mesmo material que unhas humanas. Chifres nunca caem e continuam a crescer durante toda a vida do animal. A exceção à essa regra é a antilocapra, cujo revestimento do chifre cai e cresce novamente todo ano. Eles normalmente crescem em pares simétricos.[carece de fontes?]